# Casa Fernandini (1913)
La Casa Fernandini es una residencia histórica situada en el Cercado de Lima (Perú). Fue construida en 1913 y está ubicada en el Jirón Ica 400. Fue diseñada por Claudio Sahut en estilo ecléctico.

## Características
La Casa Fernandini fue diseñada por Claudio Sahut en estilo ecléctico para el minero Eulogio Fernandini y su familia. En su estructura se emplearon concreto y ladrillo. Su distribución se articula en torno a un gran salón cubierto por una farola de fierro y vidrio. Estilísticamente es un inmueble de estilo ecléctico que mezcla elementos rococó y Art Nouveau. El primero estilo se expresa en rocallas y grecas, y el Art Nouveau en el diseño de la carpintería de madera y en las rejas de las barandas, ventanas y puertas, así como en los vitrales de las ventanas y las farolas. En la actualidad la casa es una Casa Museo en donde se realizan con regularidad actividades culturales.

## Galería

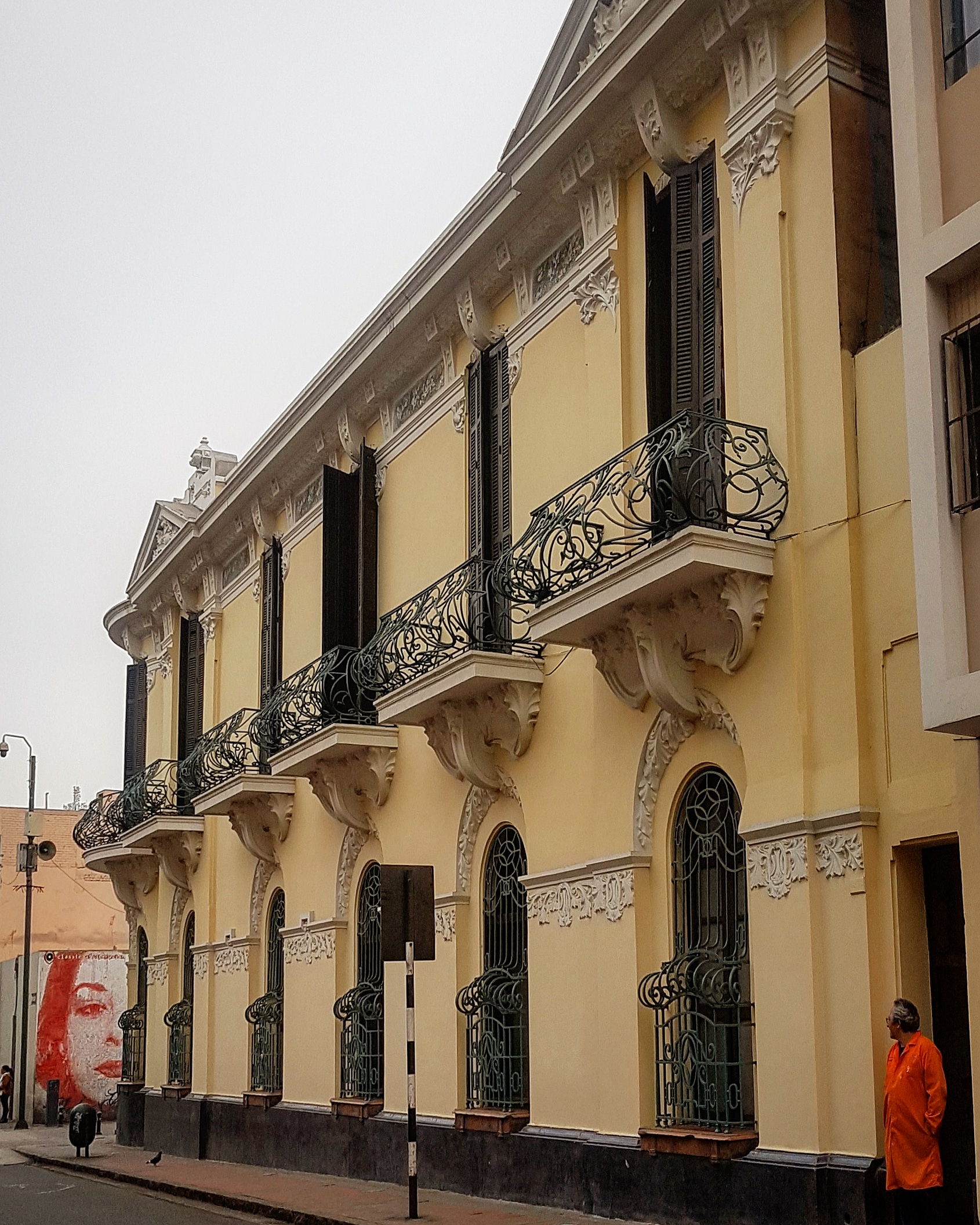
Desde el jirón Rufino Torrico
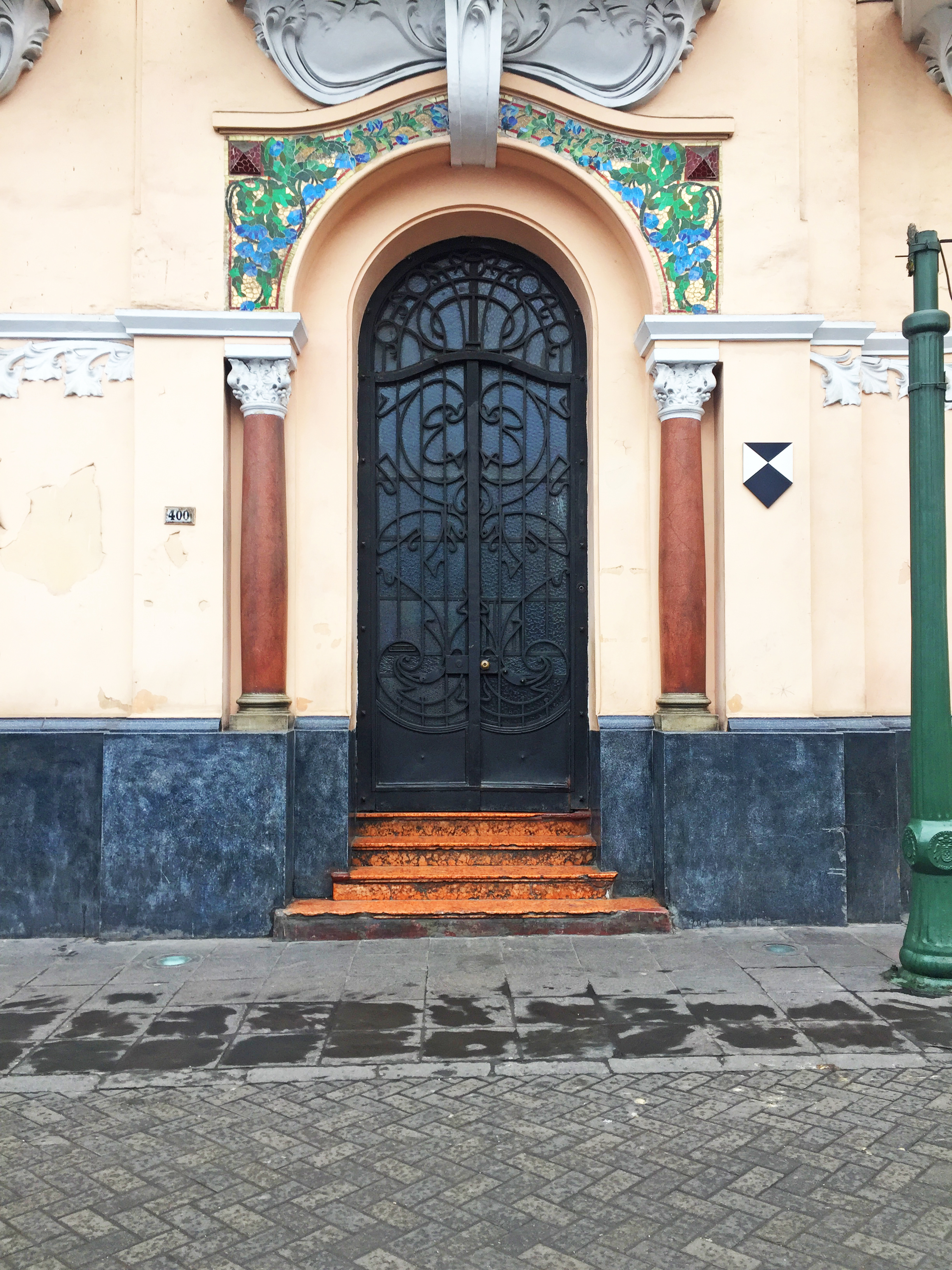
Entrada lateral
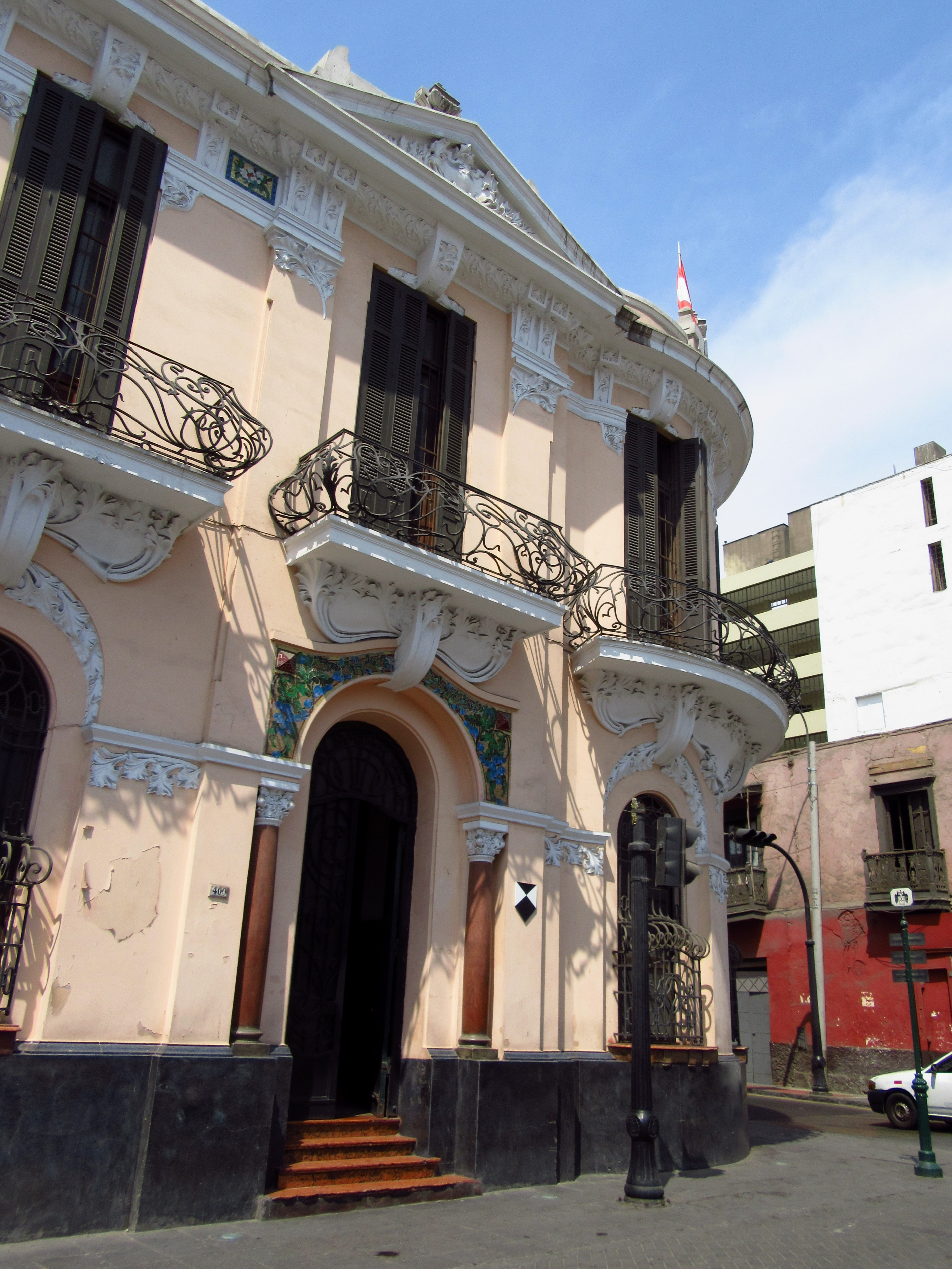
Desde el jirón Ica
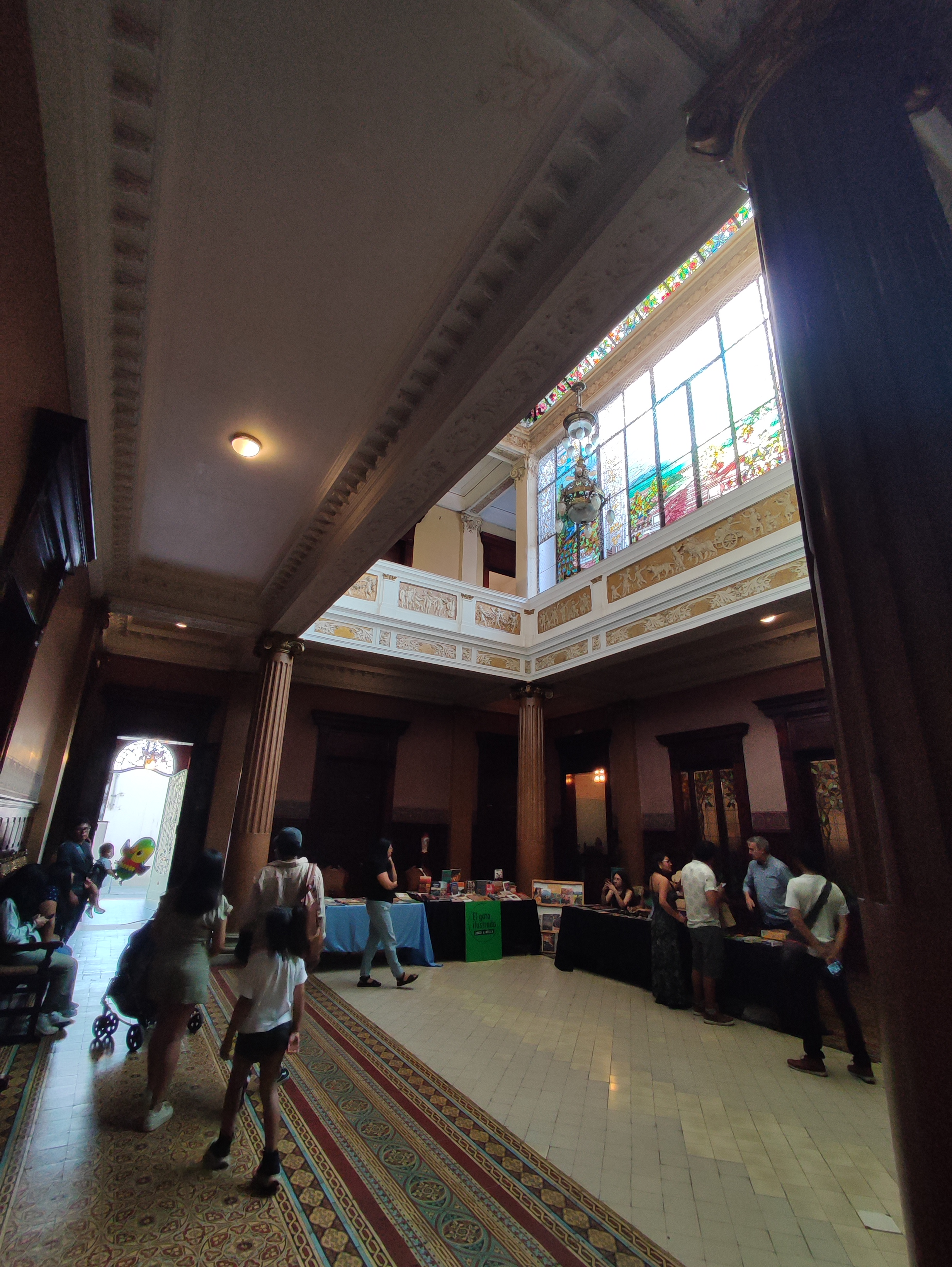
Salón de bienvenida
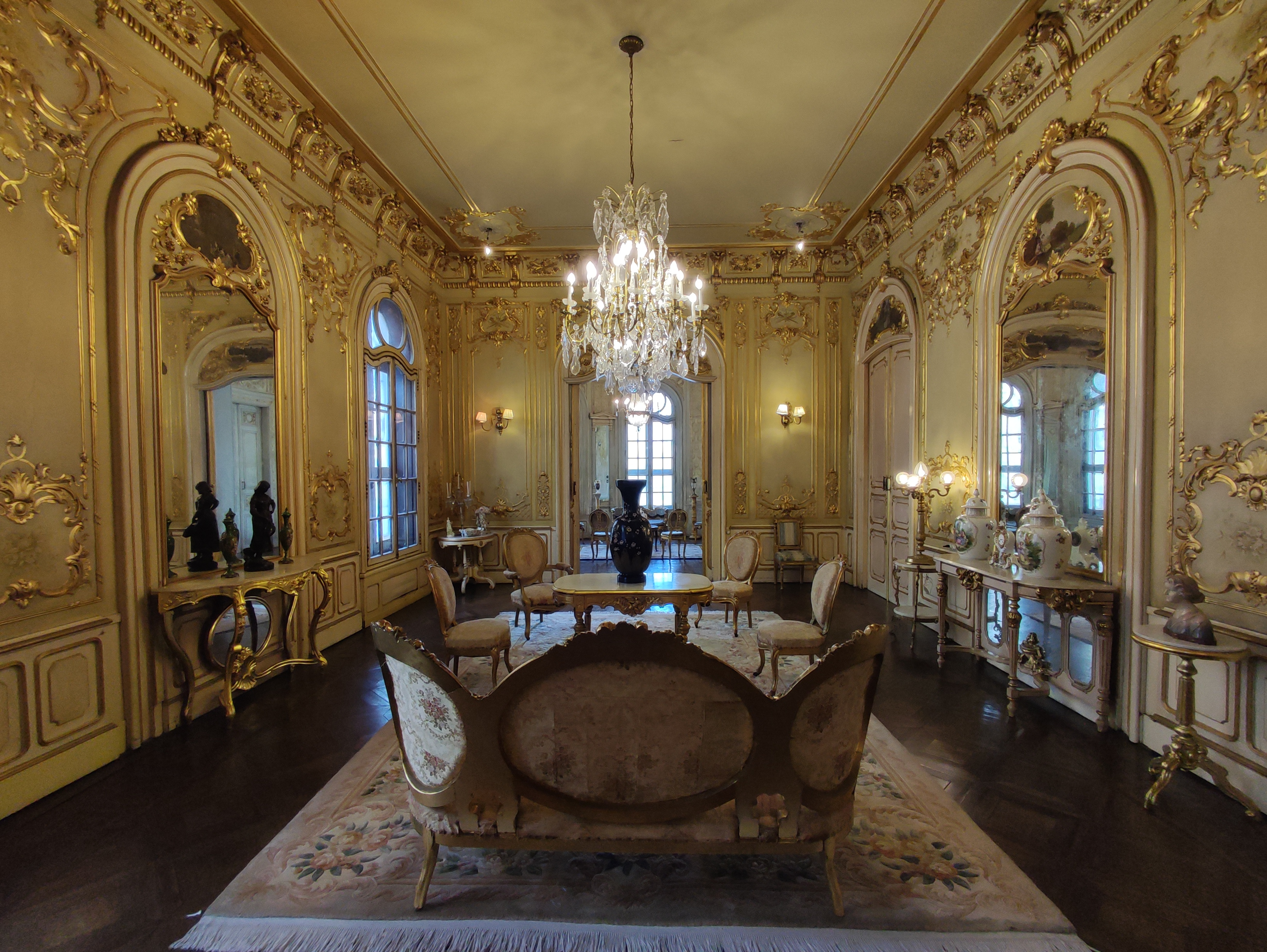
Sala principa
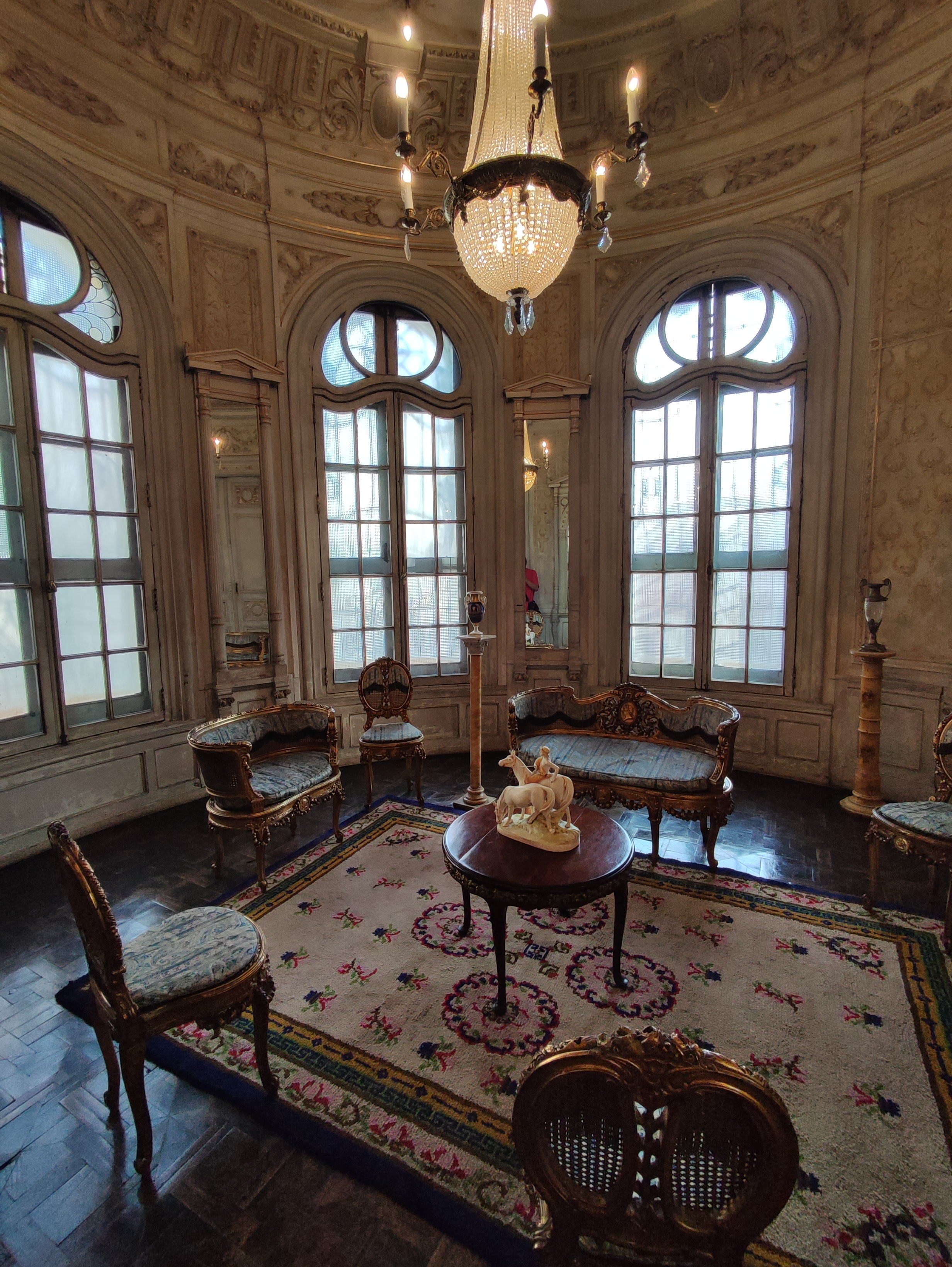
Sala anexa
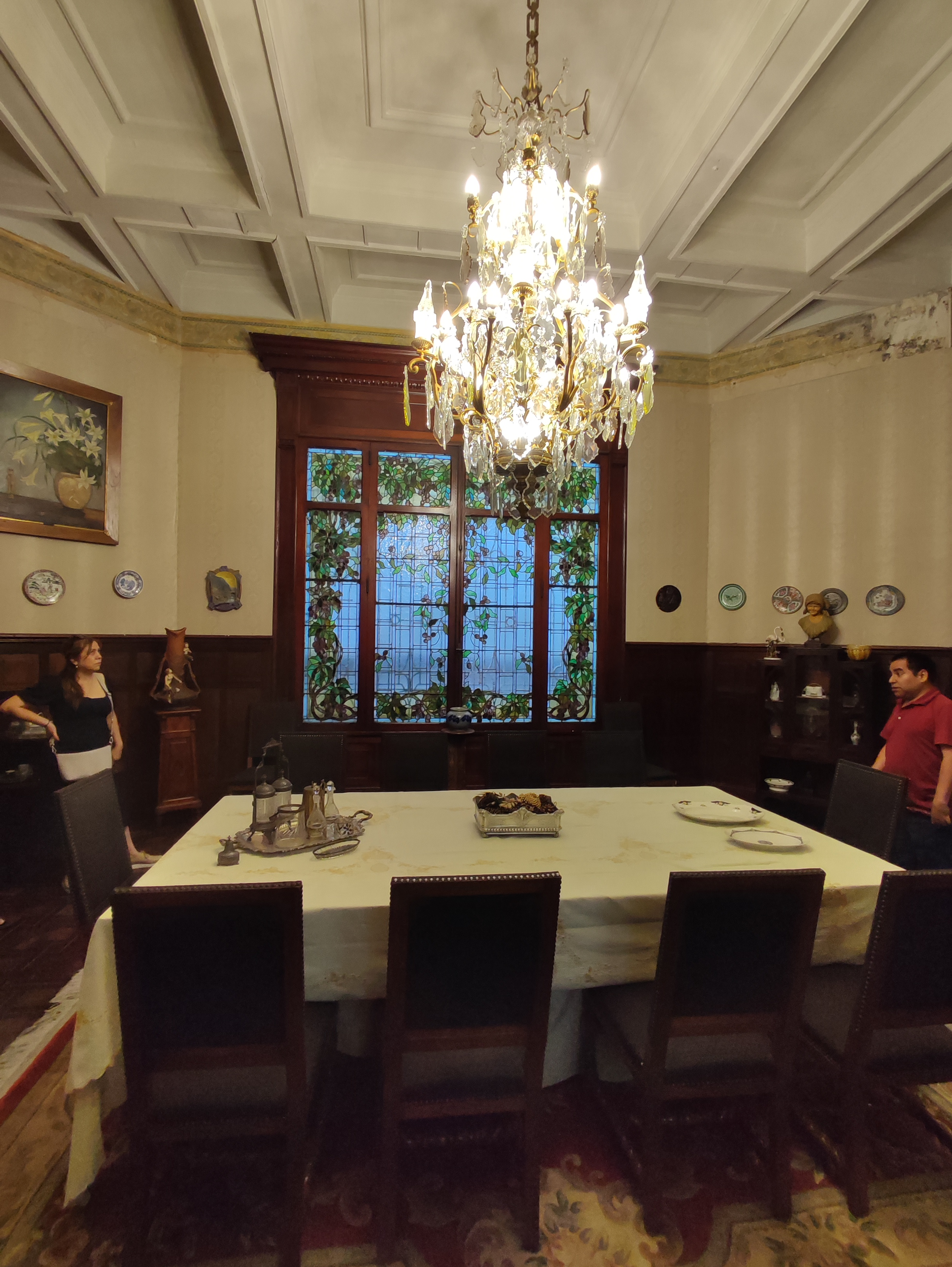
Comedor
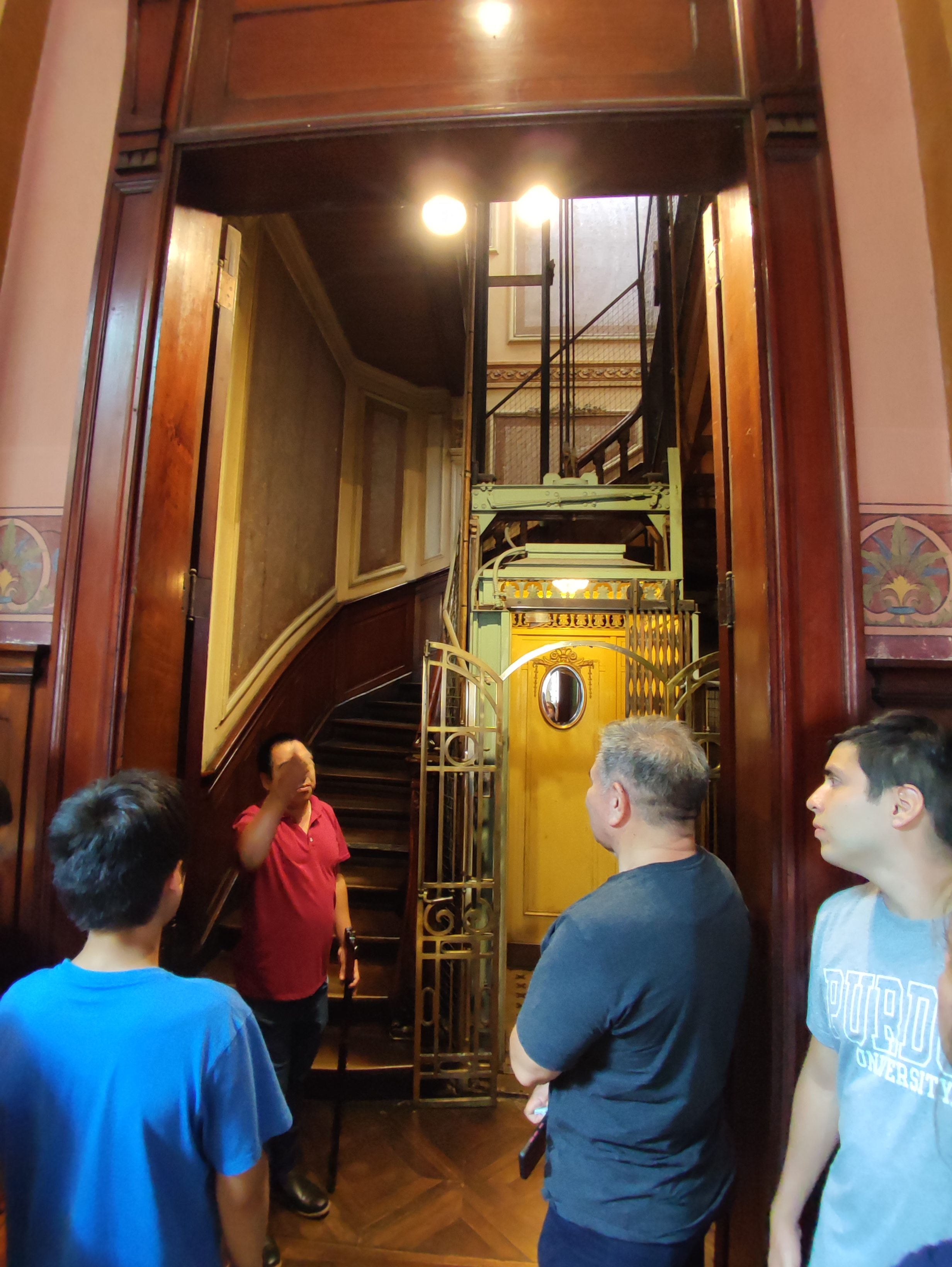
Ascensor, el primero instalado en el Perú
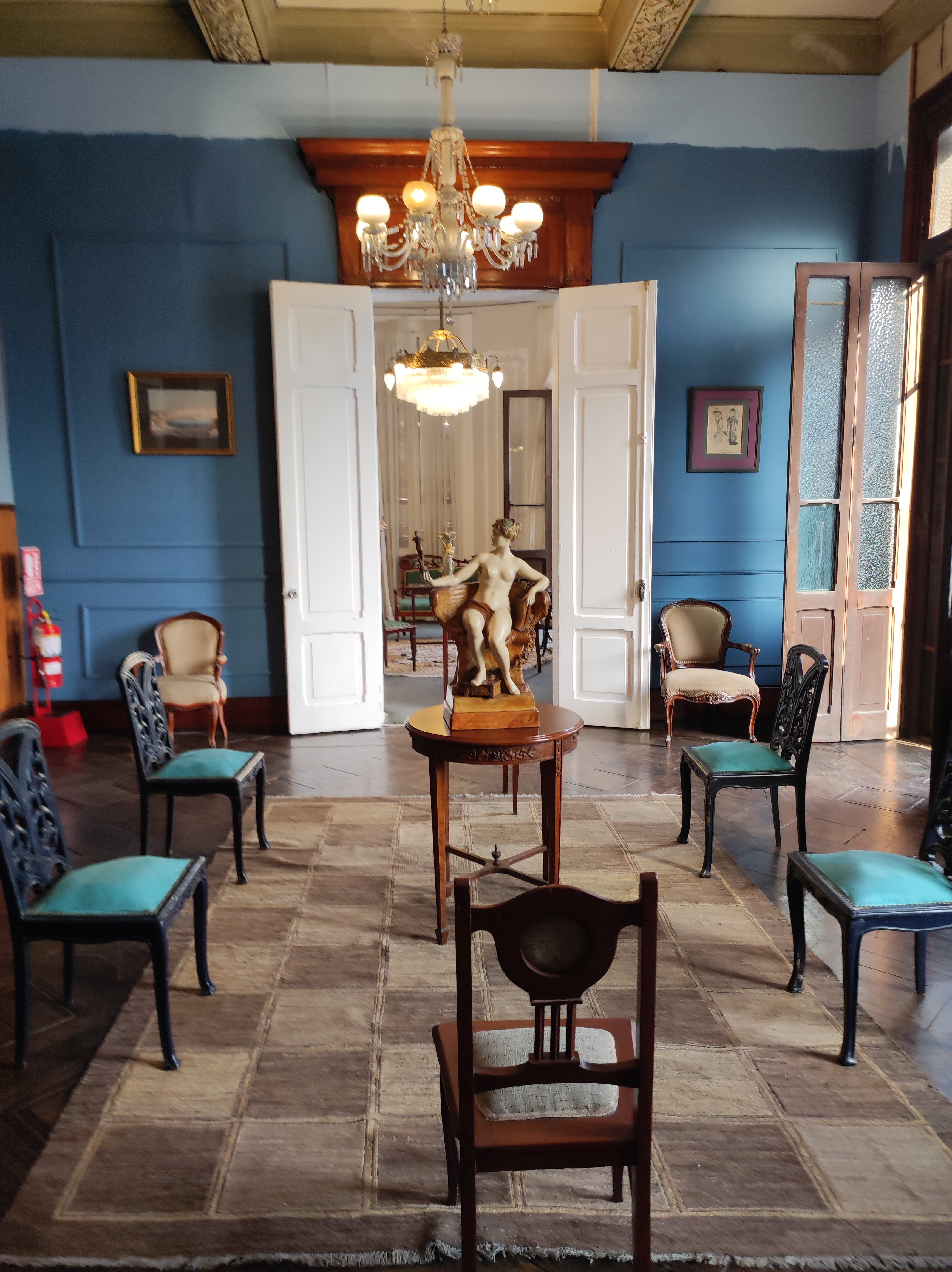
Sala del segundo piso
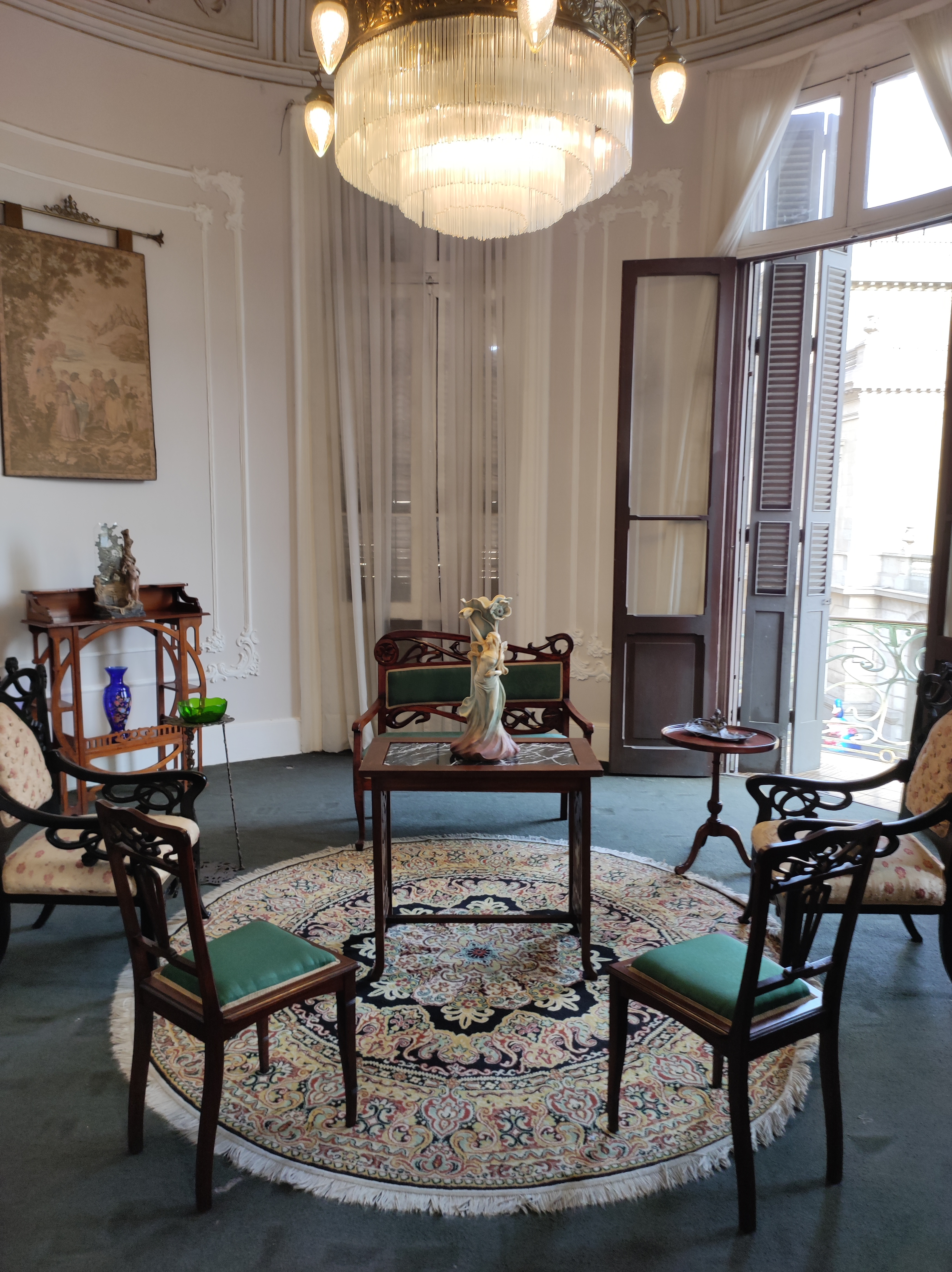
Sala con balcón del segundo piso
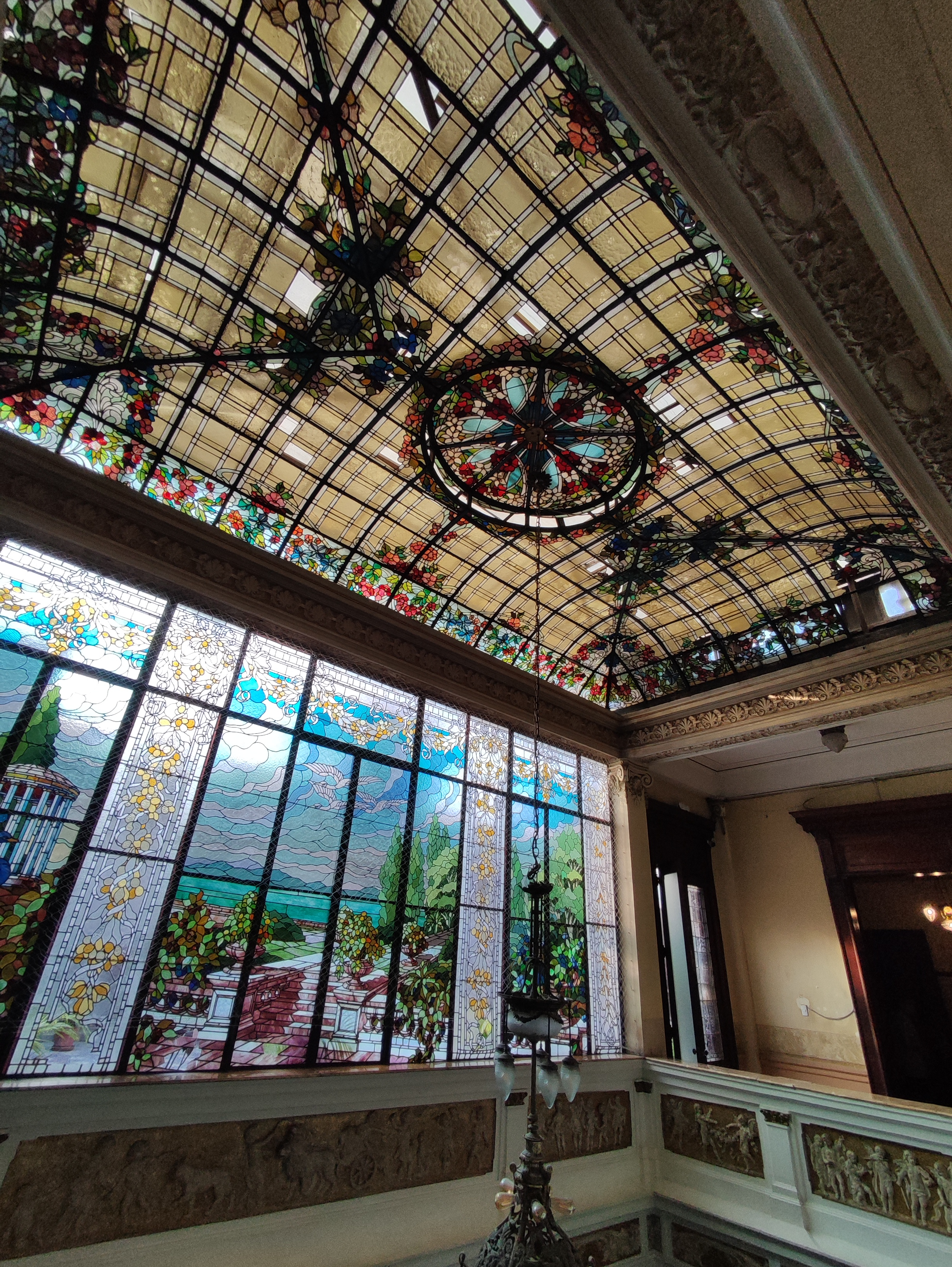
Vitrales
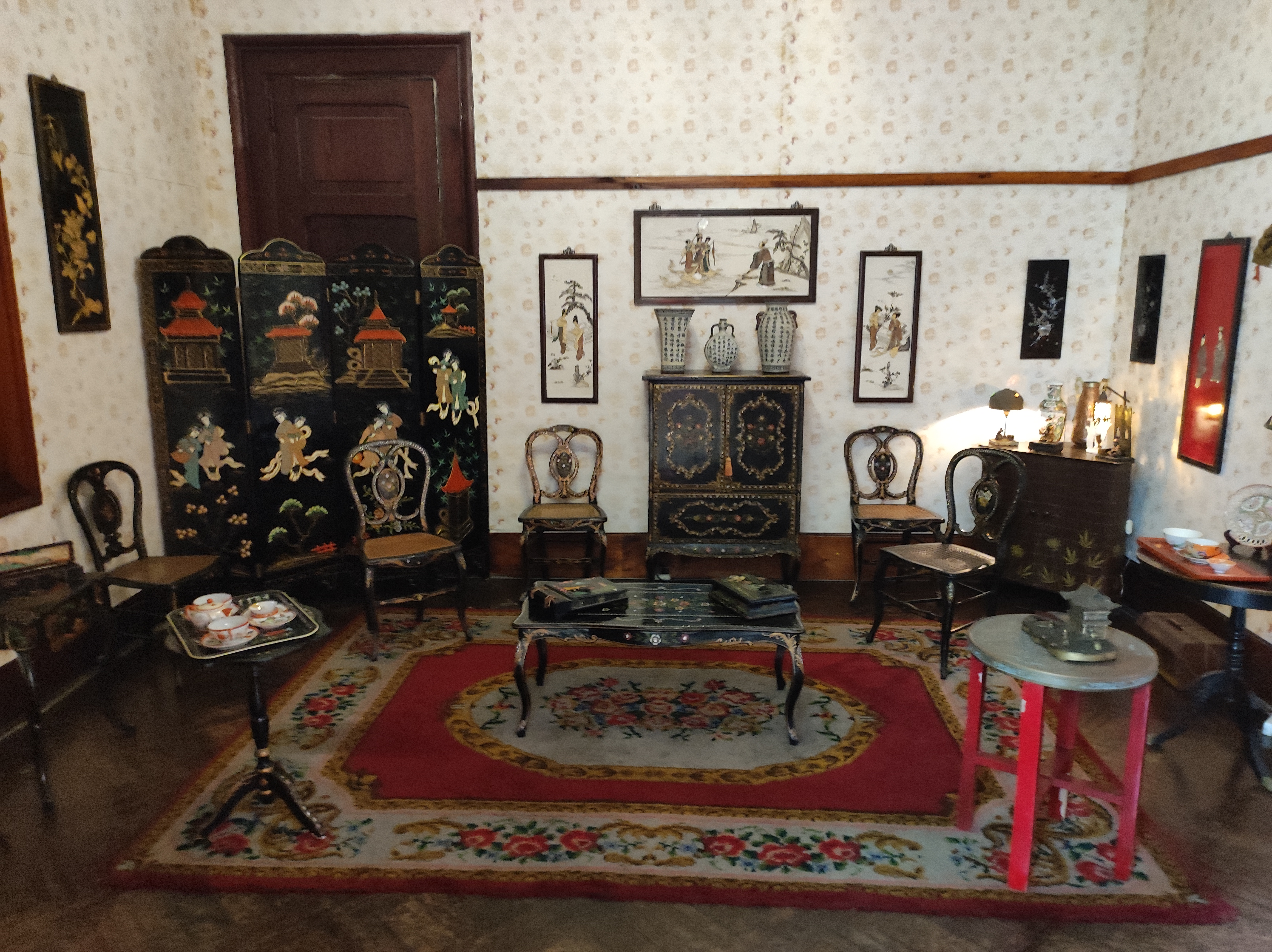
Sala de té
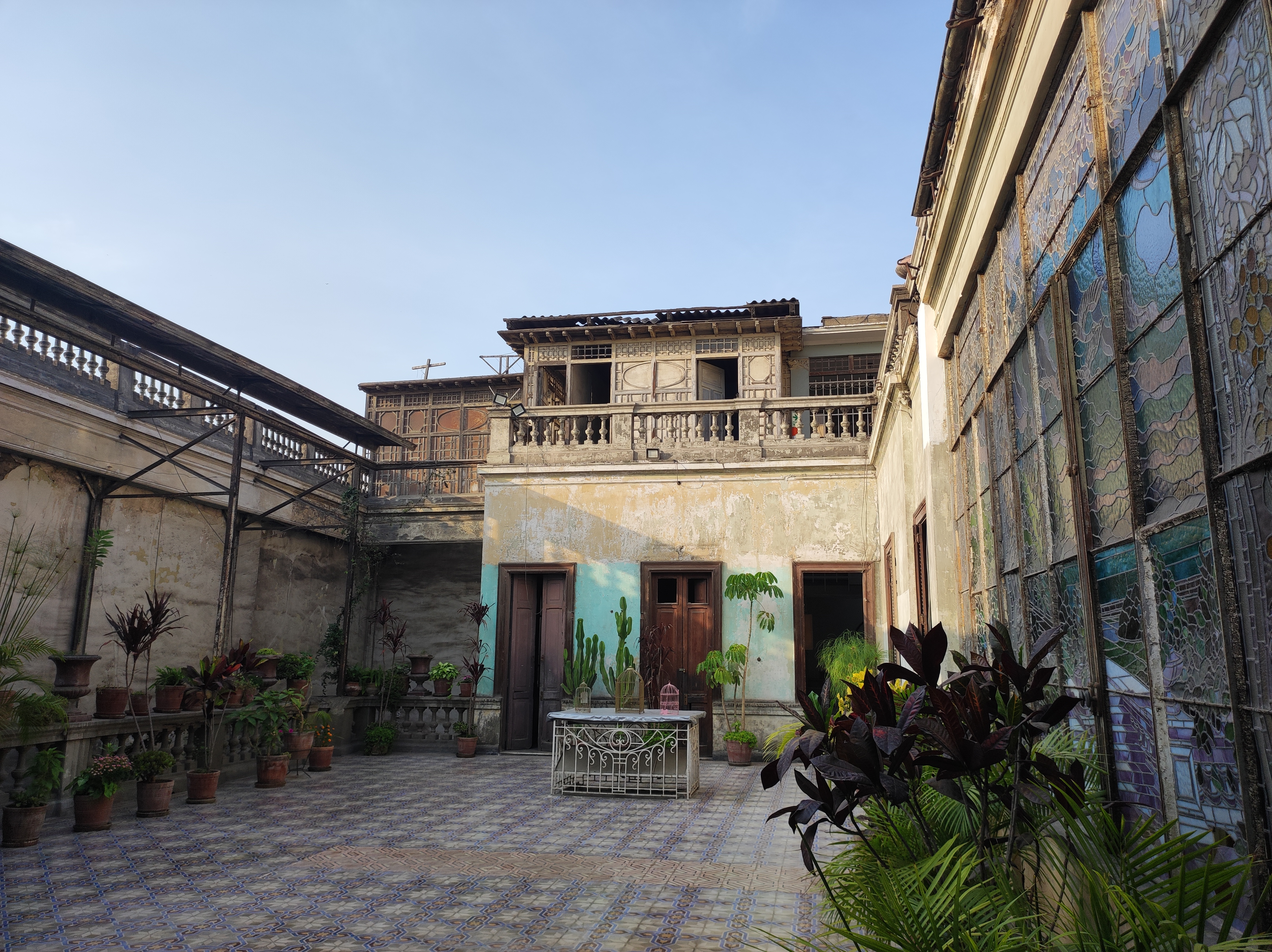
Patio del segundo piso